# Alfred Butts
Alfred Mosher Butts (ur. 13 kwietnia 1899 w Poughkeepsie, zm. 4 kwietnia 1993 w Nowym Jorku) – amerykański architekt, wynalazca gry planszowej scrabble.

## Wynalezienie Scrabble
W początkach lat 30. XX wieku, zmagający się z bezrobociem Alfred Butts podjął decyzję o stworzeniu nowej gry planszowej. Analizując istniejące wówczas gry, podzielił je na trzy kategorie: gry liczbowe typu bingo czy kości, gry ruchu jak szachy lub warcaby oraz gry słowne jak anagramy. Dodatkowo zainspirowany był słowną zabawą z książki „Złoty żuk” Edgara Allana Poe, w której bohater powieści, aby zdobyć skarb, musiał złamać hasło za pomocą liter alfabetu.
Wykorzystując tę wiedzę Butts starał się stworzyć grę, która zawierałaby elementy tych trzech kategorii. Analizując strony tytułowe New York Timesa, obliczał częstotliwość występowania poszczególnych liter w wyrazach języka angielskiego, dla ustalenia odpowiednich proporcji w doborze liter w grze (przykładem może być ograniczenie do czterech litery ‘S’, która w języku angielskim dodana do rzeczownika zmienia jego formę gramatyczną z liczby pojedynczej w liczbę mnogą). Zasady gry były proste, z odpowiednio przygotowanej w ten sposób puli literek, gracze losowali 7 literek i starali się ułożyć możliwie najwyżej punktowane wyrazy.
Początkowo nazwał swoją grę jako „Lexiko”, później zmienił ją na „Criss Cross Words” i rozpoczął poszukiwania nabywcy na patent tej gry. Jak się jednak okazało producenci gier nie byli zainteresowani pomysłem, a zdeterminowany Butts ostatecznie sprzedał prawa przedsiębiorcy i prawnikowi, wielbicielowi gier, Jamesowi Brunotowi. Brunot wprowadził kilka modyfikacji w grze i nazwał ją „Scrabble” (czyli szukać gorączkowo, po omacku}. W 1948 roku gra została opatentowana, a Brunot wraz ze swoją żoną zamienili porzucony budynek szkoły w Dodgington, (Connecticut) w fabrykę scrabble, by w 1949 roku wyprodukować 2400 zestawów.
Obecnie w samej tylko Ameryce rocznie sprzedaje się około 2 milionów zestawów tej gry.